# 顧其行
顧其行，江蘇省通州直隸州人，清朝政治人物。進士出身。
光緒二年（1876年），參加丙子恩科會試，得貢士第52名。殿試登進士2甲第58名。同年五月（6月3日），著分六部學習。